# 光軽金属工業
光軽金属工業株式会社（ひかりけいきんぞくこうぎょう、英: Hikari Light Metals Co.,Ltd.）は、岡山県岡山市東区に本社を置くアルミニウム合金鋳物製造を行う会社である。

## 沿革
- 1944年（昭和19年） 5月 - 住友通信工業の協力工場として発足。
- 1959年（昭和34年）10月 - 埼玉県上尾市へ東京光軽金属株式会社を設立。
- 1966年（昭和41年）10月 - 銅合金鋳造部門を分離し光友合金工業株式会社を設立。
- 1968年（昭和43年） 6月 - ダイカスト部門を開設。
- 1971年（昭和46年）10月 - 瀬戸工場を開設。
- 1973年（昭和48年）1月‐埼玉県上尾市から岡山県赤磐郡瀬戸町に移転
- 1974年（昭和49年）10月 - 東京光軽金属株式会社を吸収合併。資本金6,000万円へ増資。
- 1981年（昭和56年） 3月 - 資本金9,000万円へ増資。
- 1988年（昭和63年） 8月 - 加工部門を開設。
- 1996年（平成 8年）11月 - 塗装部門を開設。
- 2001年（平成13年） 6月 - ISO9001の認証を取得。
- 2002年（平成14年） 4月 - 技術開発部を開設。
- 2007年（平成19年） 6月 - ISO14001の認証を取得。

## 生産拠点
- 岡山県岡山市
瀬戸工場